# Juan Martínez Abades
Juan Martínez Abades (Gijón, 7 marzo 1862 – Madrid, 19 gennaio 1920) è stato un pittore spagnolo.

## Biografia
Formatosi a Madrid, dove fu tra l'altro allievo di José Grajera, si trasferì per qualche tempo a Roma grazie a una borsa di studio, avendo l'opportunità di visitare anche Venezia e Napoli. Tornato definitivamente a Madrid nel 1890, si affermò come pittore soprattutto di marine, esponendo e raccogliendo riconoscimenti nella capitale spagnola come in altre città europee ed americane.